# Wort (brouwerij)

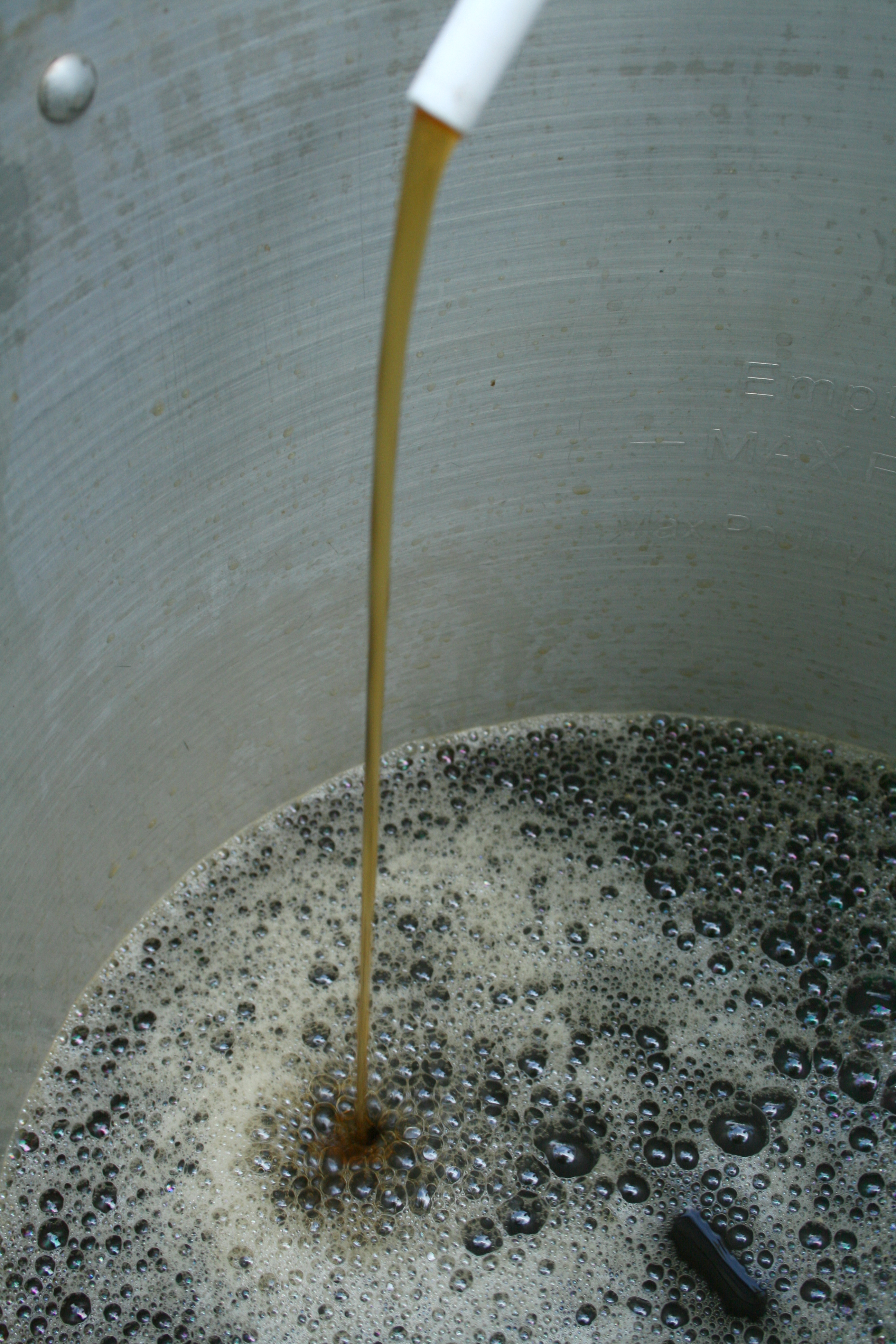
Wort in een amateurbrouwerij

Wort is de suikerrijke, waterige oplossing die een tussenproduct vormt in de bereiding van bier, whisky, jenever en andere alcoholische dranken op basis van granen.

## In het brouwproces
De koolhydraten in de oplossing worden verkregen door het maischen, het brouwproces waarbij het zetmeel van mout en eventuele andere granen enzymatisch wordt afgebroken tot eenvoudigere moleculen. Na het maischen wordt de moutpap gesplitst in een heldere vloeistof, het wort, en vaste bestanddelen: de bierbostel. Indien er bier wordt gemaakt, wordt er aan het wort de hop toegevoegd, vervolgens wordt het gekookt, gefilterd en gekoeld tot de juiste temperatuur voor vergisting.
Het stamwortgehalte is een maat voor de totale hoeveelheid opgeloste stoffen die voor de gisting van het bier in het wort aanwezig zijn. Deze sterkte van het stamwort wordt uitgedrukt in graden Plato.

## Samenstelling
Een beslag van enkel gerstemout levert een wort op dat, naast water, typisch de volgende verhouding van vaste stoffen bevat:
| Fructose en glucose            | 7%  | Vergistbaar      |
| Sacharose                      | 3%  | Vergistbaar      |
| Maltose                        | 42% | Vergistbaar      |
| Maltotriose                    | 11% | Vergistbaar      |
| Dextrines                      | 29% | Niet vergistbaar |
| Stikstofverbindingen           | 5%  | Niet vergistbaar |
| Smaak-bitterstoffen, mineralen | 3%  | Niet vergistbaar |

De exacte verhouding is afhankelijk van de dikte van het beslag en het gevolgde maischschema. Het aandeel van vergistbare suikers in het wort kan verhoogd worden door het toevoegen van ruwe granen zoals maïs en rijst in het beslag, of, in een latere fase, van suiker onder de vorm van glucosestroop aan het wort.